# اهام
اهام (به آلمانی: Aham) یک شهر در آلمان است که در بایرن واقع شده‌است.

## خصوصیات
اهام ۳۸ کیلومترمربع مساحت دارد ۴۲۰ متر بالاتر از سطح دریا واقع شده‌است.